# Fudbalski savez Republike Srpske
Związek Piłki Nożnej Republiki Serbskiej (serb. cyr. Фудбалски савез Републике Српске, ФСРС, serb. łac. Fudbalski savez Republike Srpske, FSRS) – ogólnokrajowy związek sportowy, działający na terenie Republiki Serbskiej (Bośnia i Hercegowina), posiadający osobowość prawną. Prezesem jest Mile Kovačević.
FSRS nie jest członkiem FIFA lub UEFA, ale w tym samym czasie organizuje mistrzostwa Republiki Serbskiej, którego zwycięzca przechodzi do Premijer ligi Bośni i Hercegowiny. W 2002 został zaakceptowany przez FIFA jako część Nogometni/Fudbalski Savez Bosne i Hercegovine. Reprezentacja Republiki Serbskiej uczestniczy w kilku międzynarodowych turniejach.
Związek powstał 5 września 1992 r. jako Związek Piłki Nożnej Republiki Serbskiej Krainy. Został zorganizowany przez Rząd Republiki Serbskiej. W czasie wojny nadal odbywały się mecze mistrzostw i Pucharu w miastach Republiki Serbskiej, zarówno wśród drużyn męskich i kobiet. W 1995 Związek zmienił nazwę na Związek Piłki Nożnej Republiki Serbskiej.
Tak jak Związek Piłki Nożnej Republiki Serbskiej nie mógł być przyjęty do FIFA i UEFA, a więc kluby i drużyna narodowa, wchodzące do składu Związku, nie uczestniczyły w turniejach oficjalnych.
23 maja 2002 Fudbalski savez Republike Srpske oraz Nogometni/Fudbalski Savez Bosne i Hercegovine udało się wynegocjować rozwiązanie tego problemu, a 4 sierpnia 2002 rozpoczęły się mistrzostwa Bośni i Hercegowiny w piłce nożnej, w których debiutowały kluby z Republiki Serbskiej. Uzgodniono również, że kierować Związkiem Piłki Nożnej Bośni i Hercegowiny będą Serb, Bośniak i Chorwat w celu przestrzegania podstawowych postanowień konstytucji Bośni i Hercegowiny.
Przez długi czas był Prezesem Związku Piłki Nożnej Republiki Serbskiej był Milan Jelić, Prezydent Republiki Serbskiej. Po jego przedwczesnej śmierci, 30 listopada 2007 r. Prezesem został prawnik Mile Kovacević. Siedziba Związku znajduje się w Banja Luce.

## Rozgrywki organizowane przez FSRS
Pod patronatem związku są organizowane następujące rozgrywki:
- Mistrzostwa Republiki Serbskiej w piłce nożnej (14 drużyn)
- Puchar Republiki Serbskiej w piłce nożnej (liczba zespołów co roku jest inna, ale nie ma ścisłego ograniczenia)
- Druga Liga Republiki Serbskiej (28 zespołów w dwóch grupach „Zachód” i „Wschód”)
- Regionalna Liga Republiki Serbskiej (49 drużyn w czterech grupach po 14 zespoły w trzech grupach i 7 w jednej)
- Przejściowa Liga Republiki Serbskiej (78 klubów w 6 grupach, z których każda składa się z 12, 14 lub 16 zespołów)
- Piąta Liga Republiki Serbskiej (liczba zespołów nie jest znana, 8 grup)
- Szósta Liga Republiki Serbskiej (liczba zespołów nie jest znana, 2 grupy)